# سوپرمارین
سوپرمارین یک شرکت هواپیماسازی بریتانیایی بود که بیشتر به خاطر تولید هواپیمای جنگنده اسپیت فایر در طول جنگ جهانی دوم و همچنین مجموعه ای از هواپیماهای دریایی و قایق های پرنده و مجموعه ای از هواپیماهای جنگنده با موتور جت پس از جنگ جهانی دوم مشهور است.